# Начинкин, Николай Иванович
Николай Иванович Начинкин (11 ноября 1924 ― 3 января 2009) ― передовик советской транспортной отрасли, участник Великой Отечественной войны, почётный гражданин города Кинешмы (2005).

## Биография
Николай Иванович Начинкин родился 11 ноября 1924 года в городе Кинешма Ивановской области. В 1941 году успел завершить обучение только на двух курсах экономического техникума, стал работать электриком. 22 июня 1941 года прибывал в Рыбинске на производственной практике, в этот день город подвергся первым бомбардировкам. С июле 1942 года находился в рядах в Красной Армии. С 15 октября 1942 года и до 3 февраля 1943 года являлся участником Сталинградской битвы, был наводчиком 76-мм орудия в составе отдельного артиллерийского дивизиона 44-й стрелковой дивизии.
С весны 1943 года находился в составе 8-й отдельной истребительно -противотанковой бригады 422-го противотанкового артиллерийского полка. В составе 1-го Белорусского фронта принимал участие в освобождении Белоруссии, Польши (Варшавы, Кракова, Лодзя). Потом в составе 4-го Украинского фронта освобождал Украину. Участник Висло-Одерской операции, участвовал в штурме Берлина. Войну завершил на берегах Эльбы. 
После войны на протяжении двух лет продолжал службу в Германии в советской оккупационной зоне. 14 марта 1947 года демобилизовался и приехал в Кинешму. 
После увольнения со службы в запас, долгие годы работал в системе автотранспорта, на протяжении 15 лет был руководителем автомобильной школы. В 1954 году завершил обучение в областной школе лекторов-международников и более двадцати лет читал лекции о международном положении. Активно участвовал в общественной жизни города, был заместителем председателя Совета ветеранов города Кинешмы и Кинешемского района Ивановской области. Принимал участие в Параде Победы 9 мая 2005 года. 
Решением Кинешемской городской Думы от 28 июня 2005 года удостоен звания "Почётный гражданин города Кинешмы".
Проживал в городе Кинешма Ивановской области. Умер 3 января 2009 года.

## Награды и звания
- Орден Отечественной войны II степеней
- Орден Славы III степени
- Орден Красной Звезды
- Медаль За отвагу
- Медаль «За победу над Германией в Великой Отечественной войне 1941—1945 гг.» (1946)
- другими медалями
- знаком "Отличный артиллерист"

- Почётный гражданин города Кинешмы (28.06.2005)